# El Portell (Gurb)
El Portell és una masia de Gurb (Osona) inclosa a l'Inventari del Patrimoni Arquitectònic de Catalunya.

## Descripció
Masia formada per dos cossos. Un està cobert a dues vessants irregulars, que cauen sobre les façanes laterals. Presenta una portalada al centre de la façana principal, d'arc de mig punt i les obertures són petites i quadrades amb llindes planes de pedra. L'altre cos és més petit i està cobert a dues vessants, però que aboquen sobre la façana principal. Té una porta principal d'arc de mig punt i moltes obertures en proporció a la seva mida.
Envolta la casa un mur de pedra al que s'obre una portalada formada per dues grans pilastres de pedra unides per una coberta de teula a doble vessant.

## Història
Es tracta d'una antiga masia del segle xviii, que ha estat reconstruïda utilitzant materials actuals, però conservant i imitant fidelment l'antiga estructura.
Correspon a l'actual tendència d'habilitar les antigues masies i utilitzar-les com a residència.